# Æg (fysiologi)
 "Ægcelle" omdirigeres hertil. For de tidligere stadier af ægcellens udvikling, se Oogonium og Oocyt. For beskrivelse af selve udviklingsprocessen, se Oogenese.
 For alternative betydninger, se Æg (flertydig). (Se også artikler, som begynder med Æg)
Et æg (latin: ovum) er i fysiologien den fuldt udviklede kvindelige generative celle (kønscelle).
Hos pattedyr udvikles ægget i æggestokken, hvorfra det gennem æglederen føres til livmoderen. Hvis ægget befrugtes, sætter det sig fast i livmoderens slimhinde, hvor fosterudviklingen sker.
| Fysiologi | Spire Denne artikel om fysiologi er en spire som bør udbygges. Du er velkommen til at hjælpe Wikipedia ved at udvide den. |